# MEIWA e-SHOP
MEIWAe-ショップ（メイワイーショップ、MEIWA e-SHOP）とは、日本企業（明和eテック）が環境・社会貢献の一環として運営する 電子商取引 のBtoBウェブサイトである。

## 概要
各種産業の生産設備の供給において、クライアントキャンセル、在庫中のモデルチェンジ、設備検討トライ、ロット購入余剰など、様々な理由で発生するFA機器、メカトロニクス部品、電材・資材などの余剰品について、まだ使用が可能な状態にもかかわらず一般的には産業廃棄物として無駄に処分されてしまうところ、逆に、環境貢献・産業貢献・経済貢献の観点から、必要とする企業に安価に提供するサービスを特徴としている。　特に機器メーカー廃版品の入手ニーズへの貢献に期待できる。
古物商許可の必要な中古品売買と違い、取扱品の流通経路が明解なところも特徴。
2014年8月に開設され、社会的意義と類のないサイトが評価され経済新聞・専門紙などで報道されている。
2016年3月在庫一掃処分を機に閉店された。
2017年6月リニューアルオープン。